# Marian Kardas
Marian Kardas (* 27. Januar 1962 in Włoszczowa) ist ein ehemaliger polnischer Volleyballspieler und heutiger Trainer.

## Karriere
Marian Kardas spielte von 1981 bis 1990 Volleyball in seiner polnischen Heimat bei Płomień Sosnowiec und gewann hier 1985 den polnischen Pokal. Danach wechselte der Universalspieler in die deutsche Bundesliga und spielte beim SC Fortuna Bonn, bei Bayer Wuppertal, beim VfB Friedrichshafen und beim SCC Berlin, wo er 1996 den DVV-Pokal gewann. In dieser Zeit war er mehrfach in den Ranglisten des deutschen Volleyballs vertreten. Später kehrte er nach Polen zurück und spielte bei Czarni Radom.
Marian Kardas spielte zwischen 1981 und 2000 178 mal in der polnischen Nationalmannschaft.
2001 startete Marian Kardas seine Trainerkarriere beim deutschen Bundesligisten VC Eintracht Mendig. Von 2004 bis 2006 trainierte er Płomień Sosnowiec. Anschließend war er Co-Trainer der polnischen Frauen-Nationalmannschaft und der Frauen von AZS Białystok. Seit 2008 ist er Co-Trainer bei den Männern von Delecta Bydgoszcz.